# Brote de viruela en Boston de 1721
El brote de viruela en Boston de 1721 fue un brote epidémico ocurrido en Boston que experimentó su peor brote de viruela. 5 759 personas de unas 10 600 en Boston fueron infectadas y se registraron 844 muertos entre abril de 1721 y febrero de 1722. El brote motivó al ministro puritano Cotton Mather y al médico de Harvard Zabdiel Boylston a variolar a cientos de bostonianos como parte del primer experimento de las Trece Colonias con la inoculación pública. Sus esfuerzos inspirarían más investigaciones para inmunizar a las personas de la viruela, colocando a la Colonia de la Bahía de Massachusetts en el epicentro del primer debate de inoculación de las colonias y cambiando el tratamiento médico de la enfermedad por parte de la sociedad occidental. El brote también alteró el discurso público social y religioso sobre las enfermedades, ya que los periódicos de Boston publicaron varios folletos oponiéndose y apoyando los esfuerzos de inoculación.

## Viruela en Boston

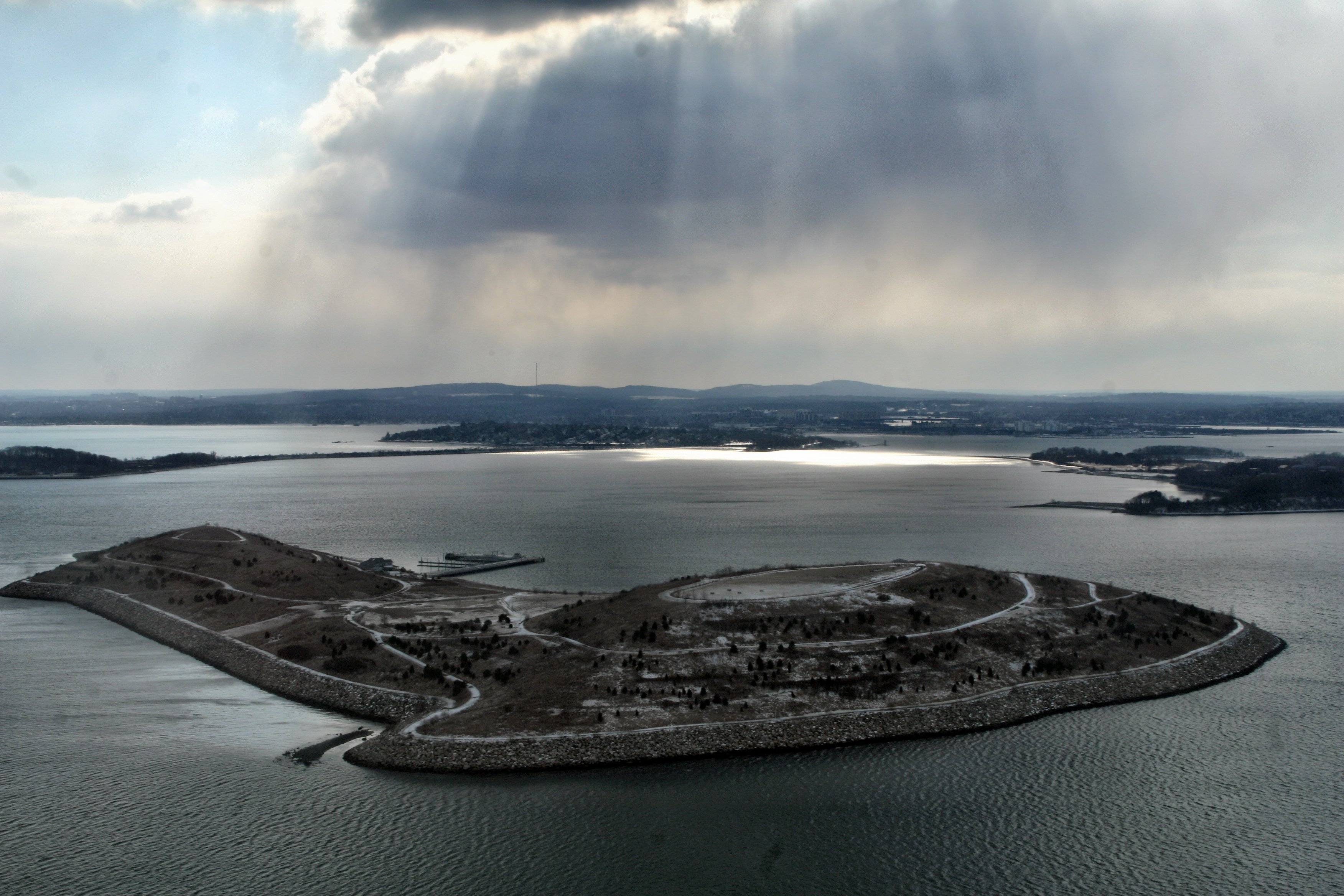
La Isla del Espectáculo fue utilizada para poner en cuarentena a los marineros con viruela.

El 22 de abril de 1721, el buque de pasajeros británico HMS Seahorse llegó a Boston procedente de Barbados, después de una parada en Tortuga, con una tripulación de marineros que acababan de sobrevivir a la viruela. El hospital de cuarentena de La Aduana en la Isla del Espectáculo fue el encargado de contener a individuos que tenían enfermedades contagiosas, con un caso de viruela contenido con éxito la caída anterior. Pero uno de los marineros de Seahorse cayó enfermo en el puerto de Boston un día después de su llegada, y expuso a otros marineros a variola. El alguacil de agua de Boston inspeccionó Seahorse y descubrió otros dos o tres casos de viruela en varias etapas antes de ordenar al barco que abandonara el puerto. A pesar de que el marinero fue puesto en cuarentena apresuradamente en la casa de huéspedes donde cayó enfermo, otros nueve marineros en el puerto de Boston expuestos a él cayeron con viruela a principios de mayo. Los marineros fueron puestos en cuarentena en el hospital muy rudimentario de Spectacle Island, pero el personal y las aduanas no pudieron contener el virus. El 26 de mayo Cotton Mather escribió en su diario: "La calamidad grave de la pequeña viruela ha entrado en la ciudad".
El último brote de viruela de Boston había sido en 1703, y una nueva generación de niños y adultos jóvenes no inmunes era vulnerable. En junio, la ciudad se enfrentó a una grave crisis de salud pública y el público religioso se preocupó cada vez más de que fueran objeto de castigo divino. Alrededor de 900 personas huyeron de Boston al campo, probablemente propagando el virus. La Corte General, el órgano legislativo colonial de Massachusetts, se mudó de Boston a Cambridge al final del verano, pero los casos de viruela comenzaron a aparecer en Cambridge en agosto. The New England Courant de James Franklin fue fundada en agosto en medio del brote y el tema de la viruela y la preservación de la misma se convirtió en noticia de primera plana. El Courant fue ordenado a principios de octubre por el ayuntamiento para publicar un recuento casa por casa de los afectados hasta ahora por viruela: 2.757 casos, 1.499 recuperaciones y 203 muertes fueron contabilizadas. El brote alcanzó su punto máximo en octubre cuando 411 personas murieron solo en ese mes. El juez Samuel Sewall registró en su diario la muerte de sus amigos y vecinos como una señora Checkly el 18 de octubre. Los sermones de Acción de Gracias también se vieron afectados por el brote, y el 26 de octubre la mayoría de las congregaciones celebraron un solo sermón a las 11 de la mañana por temor a que la viruela se extendiera durante las reuniones. Al día siguiente, el juez Sewell asistió al funeral del niño local Edward Rawson antes de asistir al entierro de uno de los propios inquilinos de Sewell, mientras que un estudiante universitario local y "muchos otros" fueron enterrados ese viernes por la noche. El 8% de la población de Boston moriría durante la epidemia, y cientos de otros bostonianos se recuperarían con graves cicatrices o discapacidades.

### Campaña pública de inoculación

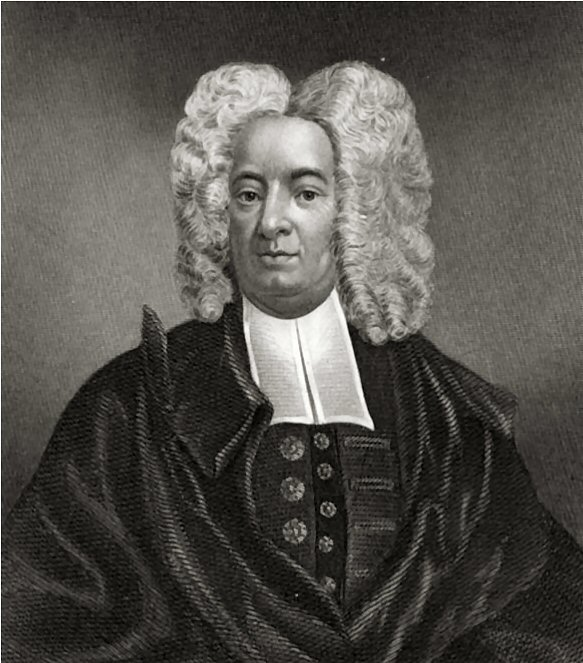
Cotton Mather promovió la primera campaña pública de inoculación de Estados Unidos.

Cotton Mather envió cartas a los otros 14 médicos de Boston con respecto al brote implorándoles que realizaran una campaña médica contra la viruela inoculando a sus propios pacientes o voluntarios. Mather había estado interesado en la inoculación desde 1715, cuando un esclavo llamado Onesimus informó a Mather sobre un procedimiento en África que lo hizo inmune a la viruela de por vida. Mather leyó la descripción del médico Emmanuel Timoni de un procedimiento similar presenciado mientras servía al embajador de Gran Bretaña en Turquía. El procedimiento que Timoni llamó inoculación implicó secar pus de un paciente de viruela y frotarlo o rasparlo en la piel de una persona sana, dándoles un caso leve de viruela que confirió inmunidad de por vida. Mather quería demostrar que la variolización era un procedimiento relativamente muy seguro y eficaz para proteger a las personas contra la viruela. La mayoría de los médicos, sin embargo, temían la posibilidad de que la viruela se propagara fatalmente y las implicaciones sociales de infectar deliberadamente a otros.
Zabdiel Boylston, de la Universidad de Harvard, fue el único médico que respondió positivamente a Mather, comenzando la primera campaña pública de inoculación de Estados Unidos. El 26 de junio de 1721, Boylston inoculó por primera vez a su hijo Thomas, de seis años, y luego a su esclavo de 36 años y al hijo de dos años del esclavo. Para alivio del médico, todos sobrevivieron a casos relativamente leves de viruela sin discapacidad ni desfiguración. Boylston entonces se sintió lo suficientemente seguro sobre la seguridad del procedimiento, y durante un período de cinco meses durante el brote inoculó a 247 personas en Boston y sus alrededores (con 6 muertes). Entre ellos estaba el hijo de Cotton Mather, Samuel, cuya camarera contrajo viruela en Harvard. El 25 de noviembre de 1721, Boylston inoculó a 15 individuos en Harvard: trece estudiantes, el profesor Edward Wiglesworth y el tutor William Welsted. Todos sobrevivieron, dejando al cuerpo estudiantil y a la facultad de la universidad fascinados por el procedimiento. Cotton Mather escribe en una carta detallando el trabajo del Dr. Boylston en Boston: "El experimento se ha hecho ahora en varios cientos de personas, tanto sobre hombres como sobre mujeres, tanto mayores como jóvenes, tanto fuertes como débiles, tanto sobre blancos como negros".
Boylston no pudo continuar su campaña de inoculación más allá de noviembre debido a la oposición de los ediles de Boston que lo restringía, así como a la violencia ocasional del público. Pero un tutor en Harvard inspirado en su investigación, Thomas Robie, continuó vacunando a los pacientes en Spectacle Island. Uno de sus pacientes fue otro tutor, Nicholas Sevier, quien regresó a Harvard dieciséis días después de ser inoculado para informar sobre el éxito de su procedimiento. La comunidad académica de Harvard aceptó más la inoculación después de los exitosos experimentos de Boylston y Nicholas Sevier.

## Controversia y violencia por inoculación

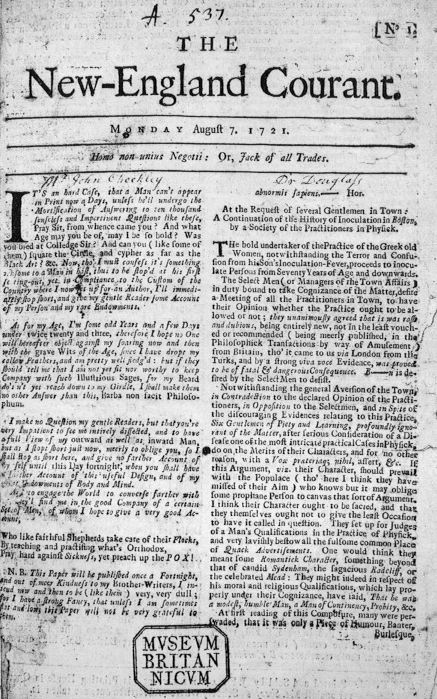
La cobertura de la inoculación fue un tema de primera plana en la primera publicación de The Courant.

Cotton Mather creía que la inoculación era un don divino para proteger a las personas de la viruela y Boylston se sentía obligado como médico a proteger a sus hijos y a otros de la viruela. Muchos bostonianos contemporáneos, sin embargo, estaban aterrorizados de que la viruela se propagara de pacientes inoculados e indignados por la idea de infectar deliberadamente a la gente. La inoculación también evocó la ira de médicos dudosos. Uno de esos médicos, William Douglass, fue un vehemente opositor a la inoculación que publicó panfletos contra la inoculación en respuesta al experimento de Mather. Un panfleto publicado en The New England Courant decía: "Algunos han estado llevando instrumentos de inoculación, y botellas de humor venenoso, para infectar a todos los que estaban dispuestos a someterse a él. ¿Puede cualquier hombre infectar a una familia por la mañana, y orar a Dios por la noche para que el distemper no se extienda?" Douglass creía que sólo profesionales médicos acreditados como él deberían llevar a cabo procedimientos tan peligrosos, mientras que él personalmente se oponía a la inoculación. Boylston fue ridiculizado y satirizado en los periódicos, retratado como un quackery por Douglass y otros médicos.
La variolización todavía presentaba un riesgo de muerte para el 2% de los que se sometían al procedimiento. Este fue un terreno fértil para la crítica. Rumores furiosos giraban en torno a la inoculación cuando The New England Courant publicó los artículos sensacionalistas de Douglass y Dalhonde contra la inoculación. Un artículo de Douglass bromeó oscuramente sobre el uso de inoculaciones contra las comunidades nativas americanas circundantes. El Dr. Boylston se hizo famoso y el gobierno colonial se mantuvo profundamente escéptico sobre su experimento y el de Mather. El Ayuntamiento de Boston lo convocó a principios de agosto para explicar sus procedimientos, y el Consejo condenó la inoculación y le ordenó desistir inmediatamente. A pesar de la oposición, Boylston obtuvo el apoyo de hombres eruditos locales como el padre de Cotton, Increase Mather, y otros cuatro "ministros de inoculación" con los nombres de Benjamin Coleman, Thomas Prince, John Webb y William Cooper. Las inoculaciones se reanudaron dos días después. El Dr. Boylston fue asaltado en las calles por esto y finalmente amenazó hasta el punto de que se escondió en secreto en su casa durante dos semanas.
Cotton Mather también fue aterrorizado por un público enojado mientras los rumores se propagan salvajemente sobre las inoculaciones. Las turbas finalmente comenzaron a forzar a los variados a aislarse en la casa de cuarentena de Isla del Espectáculo. Cotton Mather inoculó a su sobrino, el reverendo Walter, y le ofreció dejarlo quedarse en la casa de Mather mientras se recuperaba de la viruela, pero una turba temerosa se dio cuenta y atacó y lanzó una bomba cruda directamente a la habitación donde Walter se alojaba. El dispositivo no explotó, pero una nota atada a él decía "Cotton Mather, yo fui una vez de tu reunión, pero la lejida maldita de la que hablaste - sabes quién, me hizo dejarte, perro, y maldita sea, te inocularé con esto, con una viruela sobre ti!"
Un miembro prominente del clero de Boston que se opuso a la inoculación fue John Williams. Williams criticó la variolización como pecaminosa y "no en las reglas de Physick natural". Cotton Mather respondió que rechazar la inoculación sería una violación del Sexto Mandamiento de la Biblia, ya que muchas personas morirían.

## Impacto social y científico

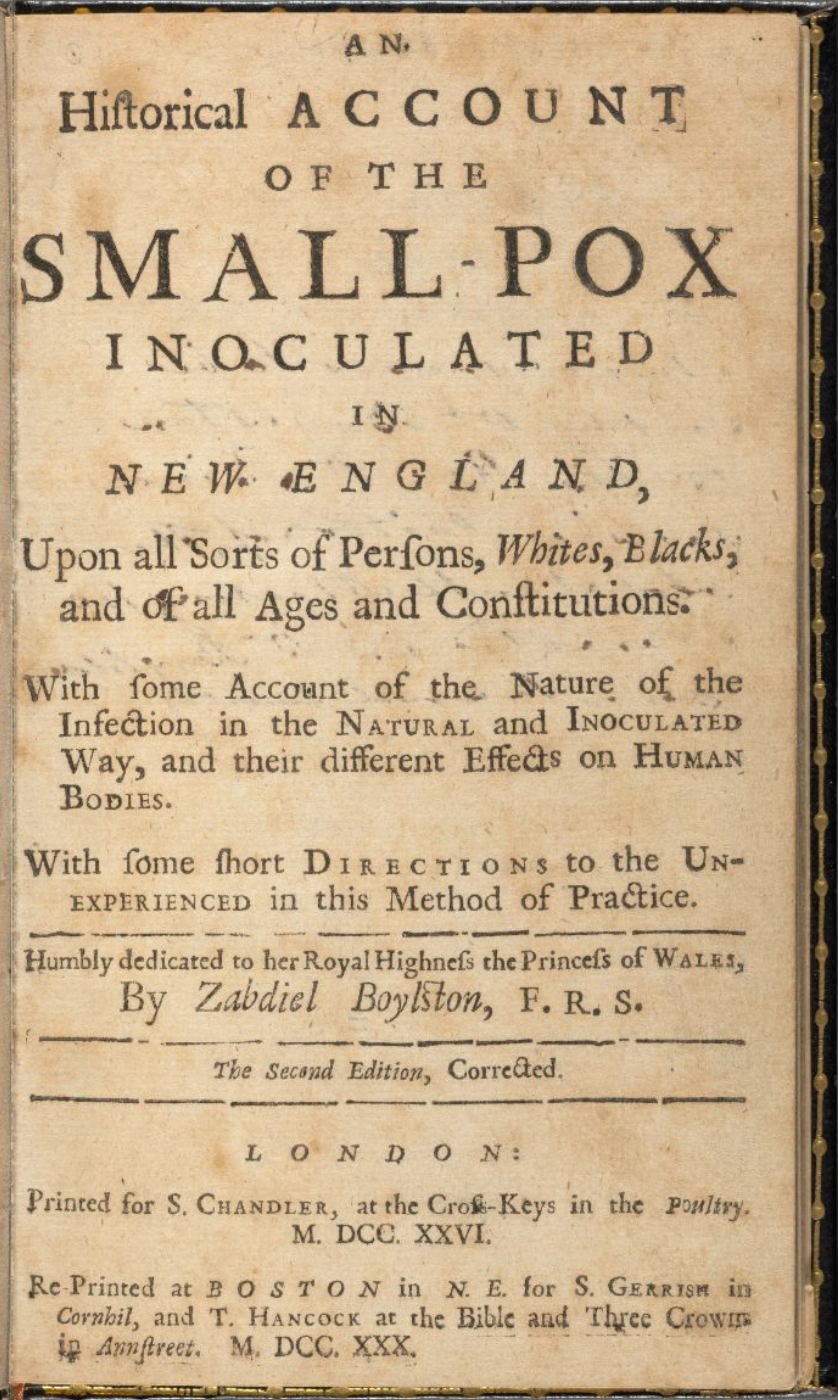
Boylston escribió extensamente sobre la inoculación después de sus experimentos.

El brote fue la primera vez en la medicina estadounidense, donde la prensa se utilizó para informar (o alarmar) al público en general sobre una crisis de salud. El Courant de Nueva Inglaterra, bajo el liderazgo de su nuevo editor Benjamín Franklin, de 16 años, continuó publicando artículos satíricos sobre los Mathers y la inoculación en los meses posteriores a la epidemia. Boylston escribió un relato de sus experiencias con la inoculación en Un relato histórico de la viruela pequeña inoculada en Nueva Inglaterra. La mayoría del clero de Boston parecía haber apoyado la inoculación, y algunos escribieron un artículo de opinión op-ed op op Williams y douglass crítica: "tho [Dr. Boylston] no ha tenido... una educación académica, y congruentemente no las cartas de algunos médicos en la ciudad, sin embargo, no debe ser llamado de ninguna manera analfabeto, ignorante, etc. ¿Soportaría la ciudad que el Dr. Cutter o el Dr. Davis fueran tratados tanto?" El ministro Benjamín Coleman, creyendo en la inoculación, recopiló historias de inoculación de esclavos similares al relato de Onesimus y publicó "Algunas observaciones sobre el nuevo método de recibir la viruela pequeña por injerto o inoculación" en oposición a Douglass.

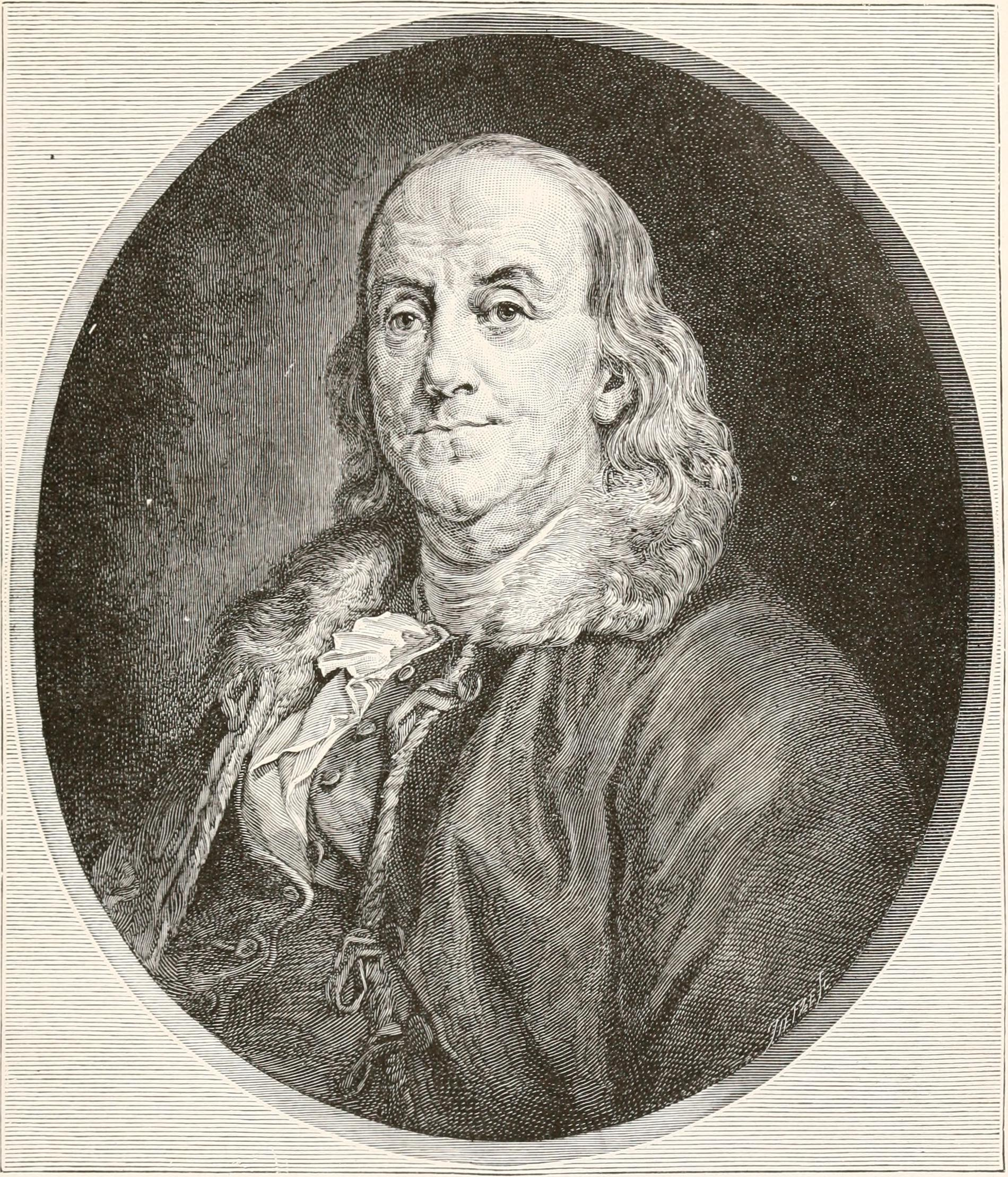
El joven Benjamin Franklin satirizó la inoculación, pero se convertiría en un partidario más adelante en su vida.

El brote de viruela de Boston de 1721 es único para motivar la primera campaña de inoculación pública de Estados Unidos, y la controversia que lo rodeó. El 22 de febrero de 1722 se anunció oficialmente que no había nuevos casos de viruela en Boston y que la enfermedad estaba en declive. Después del brote, con más de 800 bostonianos muertos y muchos más desfigurados de la viruela, los 247 pacientes inoculados de Boylston tenían una tasa de mortalidad del 2% frente al 15% de las personas que murieron si tenían viruela naturalmente. Los exitosos experimentos de Boylston sobre estudiantes y profesores en Harvard llevaron a la aceptación temprana en la poderosa comunidad académica de Boston para el procedimiento. Después de los experimentos altamente publicitados de Mather y Boylston con la inoculación, y los experimentos similares de Lady Mary Wortley Montagu durante un brote simultáneo en Londres, la variolización se convertiría en una técnica generalizada y bien investigada en Occidente décadas antes del descubrimiento de la vacunación con la viruela de Edward Jenner. En 1723, Boylston viajó a Inglaterra y recibió honores del rey Jorge. En Londres publicó un relato de su obra, Un relato histórico de la viruela inoculada en Nueva Inglaterra.